# Stamnodes uniformata
Stamnodes uniformata är en fjärilsart som beskrevs av Berg 1877. Stamnodes uniformata ingår i släktet Stamnodes och familjen mätare. Inga underarter finns listade i Catalogue of Life.